# Zrobieni na bóstwo
Zrobieni na bóstwo (ang. Beauty School Cop Outs, 2013) – brytyjski program telewizyjny typu reality show wyprodukowany przez True North Productions.
Program został potwierdzony 20 sierpnia 2013 roku, a dwa miesiące później premiera odbyła się 29 października 2013 roku na brytyjskim kanale MTV. W Polsce premiera programu zadebiutowała 3 marca 2014 roku na antenie MTV Polska.

## Opis programu
Program opowiada o losach ośmiu młodych ludzi, którzy przeprowadzają się do Manchesteru w Anglii do akademii piękna i nauczą się, jak doprowadzić ludzkie ciało do ostatecznego piękna. Aby przetestować swoje nowo nabyte umiejętności na żywych organizmach, bohaterowie muszą przejść przez wymagające egzaminy.

## Uczestnicy
Lista uczestników została ogłoszona dnia 24 września 2013 roku. Program przedstawia czterech mężczyzn i cztery kobiety:
- Calvin Lunt
- Daniel Jarrousse
- Jeremy McConnell Cooke
- Richard Cull
- Sacha Jones
- Savannah Jacqueline Kemplay
- Scarlett Sigourney Moffatt
- Tara Omidi

## Odcinki
| Sezon   | Liczba odcinków | Pierwszy odcinek     | Ostatni odcinek |
| ------- | --------------- | -------------------- | --------------- |
| Sezon 1 | 8               | 29 października 2013 | 17 grudnia 2013 |